# 神納村 (新潟県)
神納村（かんのうむら）は、かつて新潟県岩船郡にあった村。

## 沿革
- 1889年（明治22年）4月1日 - 町村制施行に伴い岩船郡上有明村、下有明村、松沢村、岩野沢村、山田村、飯岡村、桃川村、河内村、南大平村、指合村、小出村、殿岡村が合併し、神納村が発足。
- 1901年（明治34年）11月1日 - 岩船郡東神納村と合併し、神納村を新設。
- 1919年（大正8年）1月1日 - 西神納村との境界変更[1]。
- 1947年（昭和22年）10月9日 - 昭和天皇の戦後巡幸。昭和天皇が農業会倉庫を視察（その後、道路を隔てた向かいの西神納村の農業会倉庫を視察）[2]。
- 1955年（昭和30年）1月10日 - 岩船郡平林村、西神納村と合併し、神林村となり消滅。